# Mathieu Millien
Mathieu Millien est un footballeur français né le 14 mai 1978 à Calais (Pas-de-Calais). Il est milieu de terrain entre 1997 et 2010 à Calais.

## Biographie
Formé à Calais, Mathieu Millien débute en 1997/1998 en équipe première
En 2000, son club Calais Racing Union football club évoluant en CFA atteint la finale de la coupe de France.
En demi finale de la coupe de France, il est l'auteur d'un doublé contre Bordeaux et envoie son équipe Calais Racing Union football club évoluant en CFA en finale de la coupe de France contre le Football Club de Nantes défaite 2-1 des Nordistes.
En mai 2000, il est sélectionné en équipe de France Universitaire, pour deux matches contre le Brésil.
Il a joué aux côtés de Jérôme Dutitre, Djezon Boutoille et Cédric Schille.
Parallèlement à cette activité sportive, Mathieu est professeur des écoles.

## Carrière de joueur
- 1997-2010 : Calais RUFC (110 matches 13 buts)
- depuis 2010 : FJEP Fort Vert (des matchs et des buts en pagaille)

## Palmarès
- Finaliste de la Coupe de France en 2000 avec le Calais RUFC
- Champion CFA : 2007
- champion de CFA 2 : 2010